# Herberth Wiechel
Herberth Wiechel, född 18 september 1894 i Norrköping, död 1965 i Norrköping, var en svensk korrespondent, reklamchef och  tecknare.
Efter genomgången handelsskola arbetade Wiechel som korrespondent och reklamchef vid olika företag i Norrköping. Redan som student på gymnasiet började han medarbeta med teckningar och illustrationer för Norrköpings Tidningar där han sedan under många år tillhörde medarbetarstaben. Han kom senare att bidra med teckningar till Östergötlands Dagblad och skämttidningarna som utgavs i Stockholm. Han medverkade med teckningar i Östgöta konstförenings utställningar och finns representerad vid Norrköpings konstmuseum. Wiechel utgav de tecknade karikatyrsamlingarna 6-gubbar 1914 och Landstormsgubbar 1933.